# Prinz-Heinrich-Kapelle

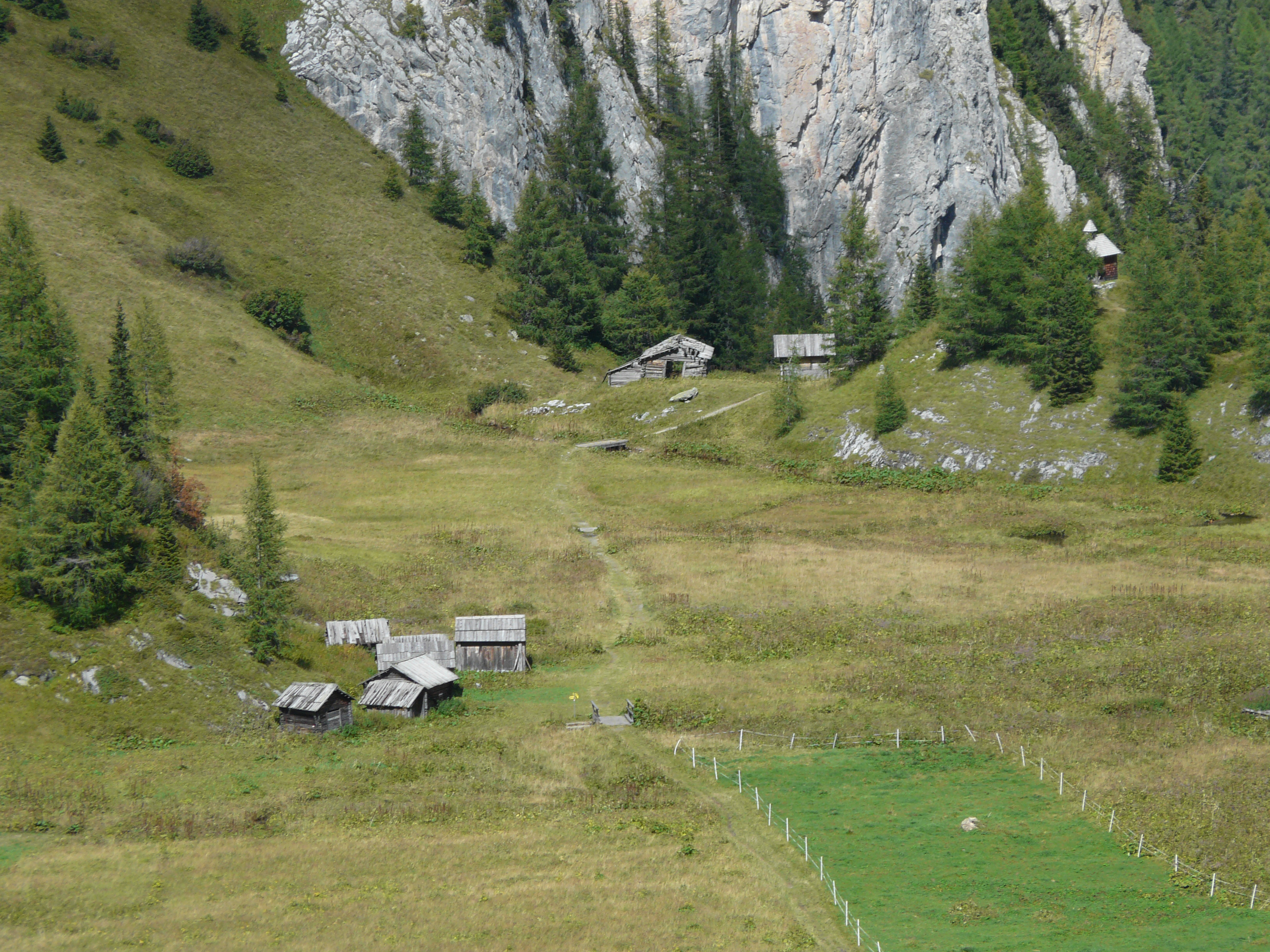
Obstanser Boden mit Prinz-Heinrich-Kapelle in der rechten oberen Ecke

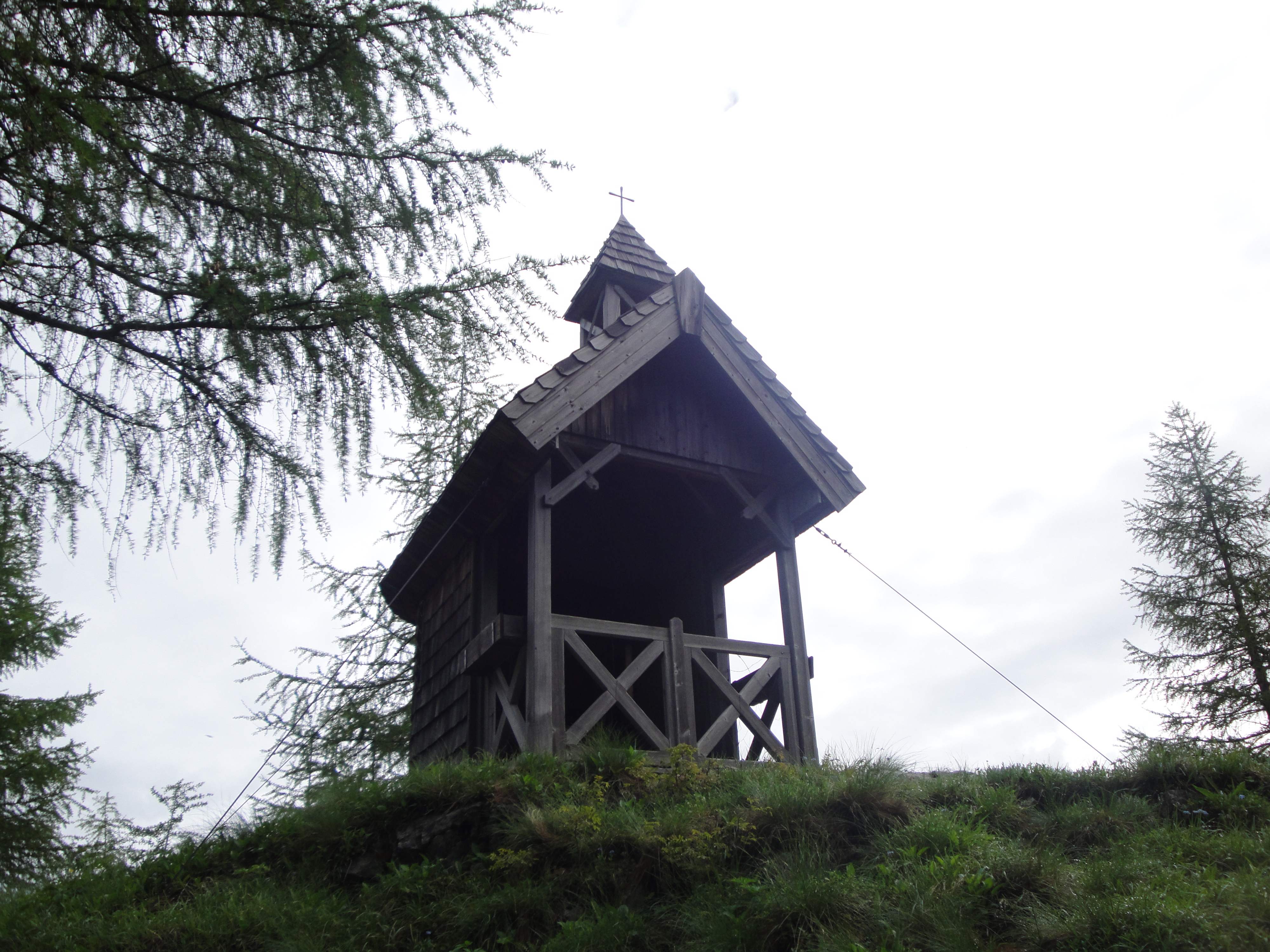
Prinz-Heinrich-Kapelle

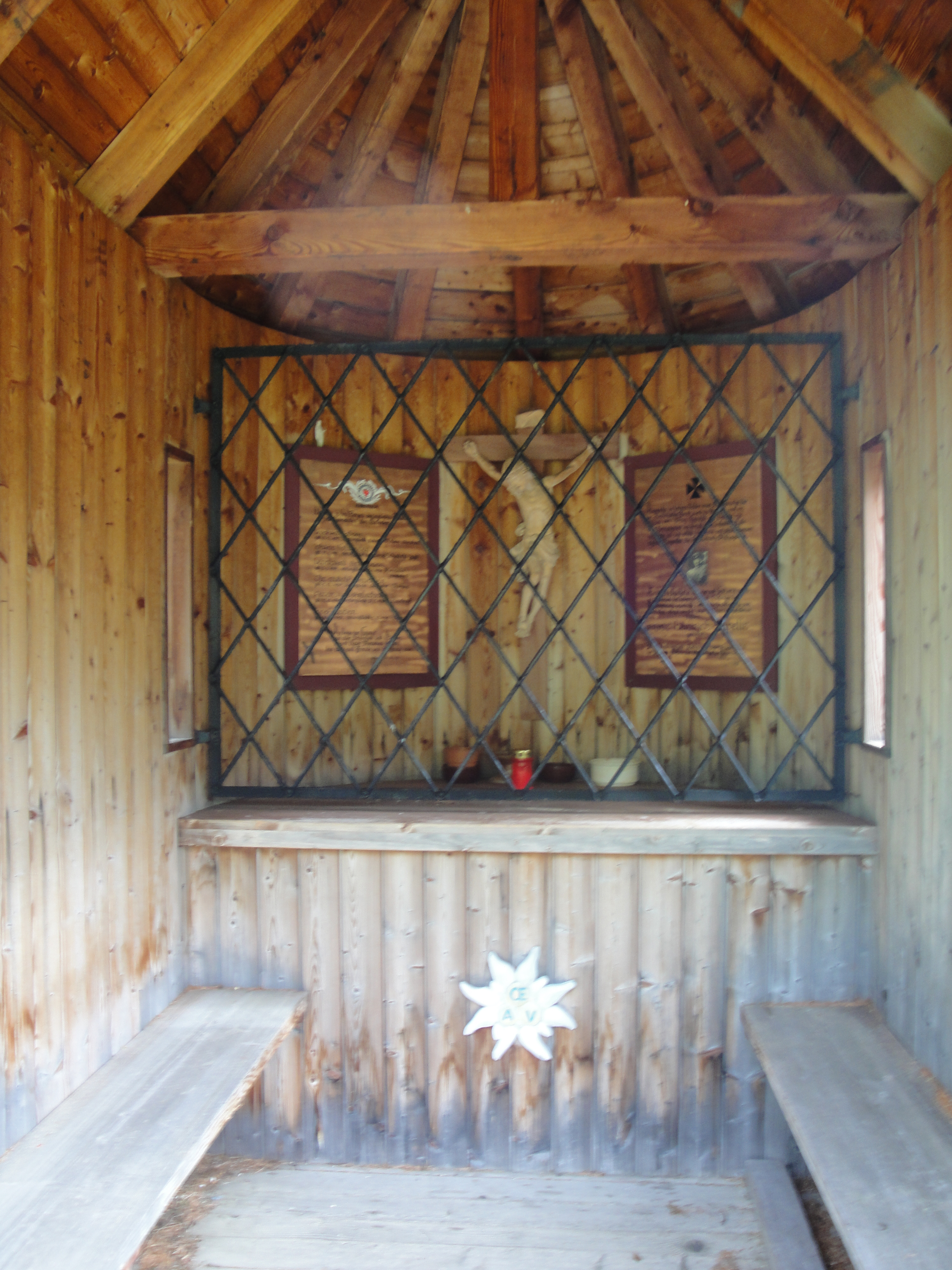
Innenansicht

Die Prinz-Heinrich-Kapelle ist eine auf 1957 m ü. A. gelegene, kleine Holzkapelle, die auf einer leichten Anhöhe am Obstanser Boden, in den Osttiroler Karnischen Alpen, errichtet wurde. Sie wurde in Erinnerung an die dort im Ersten Weltkrieg gelegene Front und besonders an Major Prinz Heinrich von Bayern, der als Kommandeur eines Bataillons des Bayrischen Leibregiments die Tiroler Standschützen unterstützte, gebaut.

## Geschichte
Die Kapelle wurde im Mai 1916 von österreichischen Soldaten in einfacher Holzbauweise mit Schindeldach und Rindenverkleidung errichtet. Nachdem bekannt wurde, dass Prinz Heinrich von Bayern im November 1916 in Rumänien gefallen war, benannte man die neu gebaute Kapelle nach ihm. Die Sektion Austria des Deutschen und Österreichischen Alpenvereins hat im Jahr 1928 die Erhaltung der Kapelle übernommen. 20 Jahre nach dem Bau der Kapelle wurde sie zur Gänze erneuert. 
Anlässlich des 150-Jahr-Jubiläums der Tiroler Freiheitskämpfe wurde die Kapelle im Jahr 1959 erneut renoviert. Diese Aufgabe übernahmen vor allem Burschen der Katholischen Landjugend und Heimkehrer aus der Gemeinde Kartitsch. Dabei wurde eine Gedenktafel im Altarraum, die durch die Witterung schon unleserlich geworden war, durch eine Holztafel mitsamt einem Bild von Prinz Heinrich und einer Inschrift ersetzt. Den Großteil der Renovierungskosten trug auch hier, wie schon im Jahr 1936, die Osttiroler Gemeinde. Durch Spenden der einheimischen Bevölkerung konnte der Restbetrag aufgebracht werden. Am 30. August 1959 fand eine Bergmesse statt, bei der die Prinz-Heinrich-Kapelle gesegnet wurde. Die nächste Renovierung folgte im Jahr 1971. 
Der ehemalige Hüttenwart der Obstansersee-Hütte, Alois Goller, veranlasste 1987 den Neubau der Kapelle. Der Holzbau hatte durch die Wetterverhältnisse stark gelitten. So wurde der Zimmermeister Josef Lusser mit dem Bau einer neuen Kapelle, nach dem alten Vorbild, beauftragt. Für die Kosten kamen dabei die Sektion Austria, die Gemeinde und der Tourismusverband Kartitsch und freiwillige Spender auf. Die jetzige Hüttenpächterfamilie Bodner/Herrnegger stiftete dabei eine kleine Glocke für den Turm. Im Altarraum wurde weiters ein kunstvolles Holzkreuz des aus St. Oswald stammenden Helmut Bodner angebracht. Die bei der Renovierung 1959 erneuerte Holztafel, die in der Zwischenzeit erneut unleserlich geworden war, wurde nun durch eine Kupfertafel, mit Bild und gleicher Inschrift, ersetzt. Ausgehend von der Ortsgruppe Kartitsch der österreichischen Bergwacht, wurde in selber Größe und Aufmachung eine weitere Gedenktafel zur Erinnerung an alle tödlich verunglückten Kartitscher Bergkameraden angefertigt. Die Segnung der neuen Kapelle fand am 16. August dieses Jahres im Zuge einer Bergmesse statt.

## Heutiger Zustand
Die sich in gutem Zustand befindliche Kapelle ist ein beliebtes Ausflugsziel und ebenso Rast- und Gedenkplatz. Westlich der Prinz-Heinrich-Kapelle kann man, nicht weit entfernt, noch Fundamentreste der Mittelstation der Kriegsseilbahnen Winkeltal/Obstans finden. Weiters befinden sich dort auch Reste von Stützmauern und angeebnete Standplätze ehemaliger Gebäude des Militärlagers Obstans.